# Канев
Ка́нев (укр. Канів) — город в Черкасской области Украины. Входит в Черкасский район; до 2020 года был административным центром упразднённого Каневского района, как город областного подчинения не входил в его состав.

## Географическое положение
Расположен на реке Днепр, на берегу Каневского водохранилища.

## История
Со времён Киевской Руси и вплоть до XVIII века, Канев был приграничной крепостью, форпостом на границе киевской земли со Степью. В древнерусские времена эта граница проходила по реке Рось, примерно в 10 км южнее Канева, и Канев возник под сенью города-крепости Родень в устье Роси, однако со временем приобрёл даже большее значение, чем последний.
Поселение известно с XII века.
Первое письменное упоминание о Каневе встречается в «Печерском патерике» и датируется периодом между 1074 и 1088 годами. Основные укрепления находились на Днепровской горе и на горе Московке, причём по мнению П. П. Толочко, Каневский детинец находился на Днепровской горе. В 1144 году князь Всеволод Ольгович основал здесь Георгиевский собор. В середине XII века Канев был крупным городом и играл заметную роль в жизни Древней Руси как приграничная крепость (граница со степью проходила на десяток километров южнее по реке Рось). В 1155 году русские князья встречались в Каневе с половецкими послами. Через Канев проходил путь из варяг в греки, который был важной артерией государства.
В 1149 году Канев впервые упоминается как особый удел (Юрий Долгорукий, захватив Киев, дал его своему сыну Глебу). Но обычно Канев давался в удел в комплексе других пограничных городов — с Торческом, Богуславом, Треполем и Корсунем. В 1223 году каневский князь Святослав упомянут среди князей, погибших в битве на Калке.
В 1240 году Канев был взят и разорён монголо-татарскими ордами во главе с Батыем. После этого являлся резиденцией татарских баскаков. В 1320 году город захватил литовский князь Гедимин. В 1362 году Канев окончательно попал под власть Великого княжества Литовского. В последующую эпоху Канев стал значимым торговым городом, была построена Каневская крепость. Крепость была деревянная, рубленая из соснового леса (как описывает люстрация Каневского замка 1552 года), на холме, с трёх сторон окружённом кручами, с четвёртой же отгороженном валом и рвом; с этой стороны находилась башня с воротами, всего в замке 6 башен, а стена состоит из 23 городен (срубов-секций, набитых землей). Описание 1552 года отмечает печальное состояние замка, срубленного в предыдущие годы Дашкевичем: "вже ветох, будованья (построек) много прогнило и попадало, трудна в нем не только оборона, але и сторожа, бо не льза вже ходити по бланъках (по боевым площадкам стен): што не попадало, ино и то ледви (едва) от витру колышетъся". Даже сторожам у ворот стоять "небезпечено (опасно), або ея звъялище у ветр не обалило". Источников воды в замке нет: колодезь отсутствует, а тайник, прокопанный когда-то к Днепру, "теперь опушчон, окно зачинено помостом с земълею". Из оружия отмечены: московская (с титулом "Иоанн, Божией милостиею государь всея Руси") бронзовая пушка, "пуля у нее с яйцо куряче"; две бронзовые пушки калибра "с яйцо утяче"; железная пушечка калибра "с яйцо гусиное", три железных серпантины (из них одна негодная), бронзовая гаковница (пищаль); еще две гаковницы старых, коротких и ко стрельбе негодных; 20 аркебуз и одна булава медная, великая старинной работы 
12 июня 1540 г. был издан королевский привилей пану Никофору Бобоеду на держание замка Канева.
В 1590-х годах Канев и окрестные города охватили два крупных казацко-крестьянских восстания против польско-шляхетского гнёта — восстание Косинского и восстание Наливайко. В 1600 году городу было дано Магдебургское право.
При Георгиевском соборе возник монастырь, пользовавшийся большим почитанием у казаков.
В 1625 году в ходе восстания Жмайло Канев был сожжён поляками, в 1630 году — крымскими татарами.

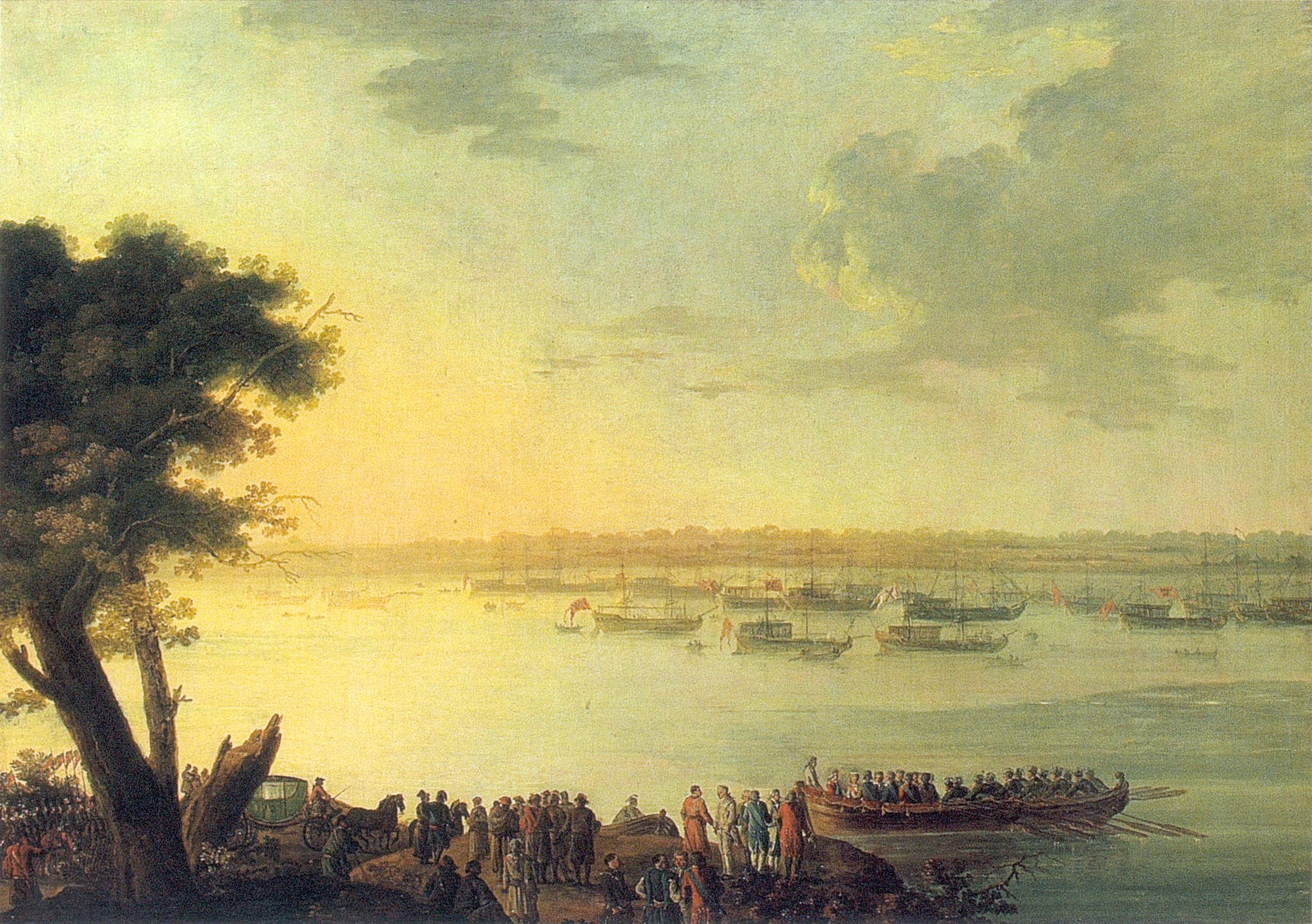
Екатерина II покидает Канев (1787)

В 1662 году в битве под Каневом войско Григория Ромодановского и Якима Сомко разгромило правобережные полки Юрия Хмельницкого. В 1664 году левобережный гетман Иван Брюховецкий, запершись в Каневе, успешно отразил атаки польского войска, возглавляемого двумя выдающимися полководцами — Стефаном Чарнецким и Яном Собесским, с союзными ему правобережными казаками Павла Тетери. В 1678 году Канев был взят крымскими татарами и казаками Юрия Хмельницкого и полковника Яненко, причём жители, запершиеся в монастыре, были там сожжены татарами. Монастырь после этого не возобновлялся, развалины же собора в 1810 году были отстроены базилианами (униатский монашеский орден) в ампирном вкусе своего времени, как школьная церковь базилианского училища (с ликвидацией унии, в 1833 году собор был передан православной церкви и переосвящён в честь Успения Богородицы и ныне известен как Успенский).

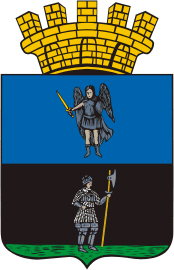
Герб Канева в Российской империи.

В XVII веке большинство казаков покинуло Канев и переселилось на Запорожский Низ. Сечевой Каневский курень переселился на Кубань вместе с другими черноморцами и основал там в 1794 году станицу Каневскую.
Вплоть до конца XVIII века над Каневом господствовал Королевский замок, на горе, окруженный с одной стороны рвом и частоколом, с другой обрывами. Перед башней, составлявшей замковые ворота, была тюрьма. Замок был уничтожен во время колиивщины 1768 года и больше не восстанавливался; в XIX веке на его месте были присутственные места. В начале XX века ещё сохранялись остатки вала, окружавшего замок.
В эпоху Литовского княжества и Речи Посполитой был центром особого староства. Последним каневским старостой был племянник короля Станислав Понятовский, получивший в 1774 году Канев в собственность вместе с 39 окрестными селениями.
После Второго раздела Речи Посполитой в 1793 году — в составе Российской Империи, при этом российский Сенат не утвердил за Понятовским собственность над Каневом (только над селами вокруг него).

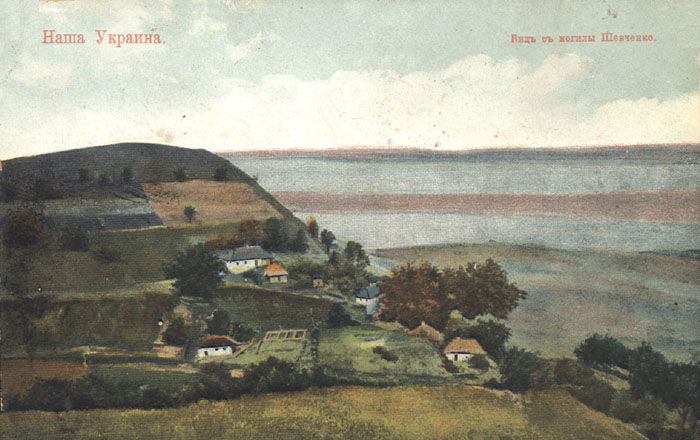
Вид с Тарасовой горы, XIX ст.

В 1796 году стал уездным городом Киевской губернии, однако в следующем году центр уезда был перенесён в Богуслав, и лишь в 1837 году Канев вернул статус уездного города, который и сохранял далее. В начале 1860-х годов в Каневе насчитывалось 6000 жителей, из них 3000 православных и столько же иудеев (топонимические еврейские фамилии Каневич и Каневский(-ая)), однако же купцов 1-й гильдии было — евреев 34, а христиан только 8. Кроме того было 20 католиков. К 1890-м годам численность жителей выросла (православных 7156, евреев 1859, католиков 98, протестантов 2 и магометан 20). Было два начальных училища (городское и приходское), больница с 3 врачами, городская библиотека и пароходная пристань.
По данным переписи 1897 года в Каневе жили 8855 человек, из них 5770 (65,16 %) указали украинский (в переписи — «малорусский») язык родным, идиш («еврейский») — 2710 (30,60 %), русский («великорусский») — 303 (3,42 %), другие языки — 72 (0,82 %).
В ночь на 7 ноября (старого стиля) 1917 года в Каневе произошёл еврейский погром.
В марте 1918 года город был захвачен австро-немецкими войсками. В конце апреля 1918 года возле Канева остановился 2-й Польский корпус, который был окружён и разоружён немцами. В январе 1919 года город на короткий период оказался под контролем УНР, а уже в феврале его заняла Красная армия.
17 апреля 1921 года здесь началось издание газеты.
По данным переписи 1926 года, украинцы составляли 81,7 % населения города, евреи — 17,3 %, русские — 0,7 %, поляки — 0,1 %. Украинский язык родным назвали 81,5 % населения Канева, еврейский — 17,1 %, русский — 1,1 %, польский — 0,1 %.
4 февраля 1941 года посёлок городского типа Канев получил статус города.
В ходе Великой Отечественной войны с 15 августа 1941 до 31 января 1944 года город находился под немецкой оккупацией.
В мае 1995 года Кабинет министров Украины утвердил решение о приватизации находившихся в городе АТП-17151 и завода медицинской техники, в июле 1995 года — утвердил решение о приватизации находившегося здесь завода продовольственных товаров.

## Население
По данным переписи 1926 года, украинцы составляли 81,7 % населения Канева, евреи — 17,3 %, русские — 0,7 %, поляки — 0,1 %.
В январе 1989 года численность населения составляла 29 049 человек.
По данным переписи 2001 года, украинцы составляли 89,14 % населения Канева, русские — 9,61 %.
На 1 января 2024 года численность населения составляла 23 862 человек.

### Языковой состав
Родной язык населения по данным переписи 1897 года:
| Язык                       | Численность, чел. | Доля     |
| -------------------------- | ----------------- | -------- |
| Украинский («малорусский») | 5770              | 65,16 %  |
| Идиш («еврейский»)         | 2710              | 30,60 %  |
| Русский («великорусский»)  | 303               | 3,42 %   |
| Другие языки               | 72                | 0,82 %   |
| Итого                      | 8855              | 100,00 % |

По данным переписи 1926 года, украинский язык родным назвали 81,5 % населения Канева, еврейский — 17,1 %, русский — 1,1 %, польский — 0,1 %.
Родной язык населения по данным переписи 2001 года:
| Язык       | Численность, чел. | Доля     |
| ---------- | ----------------- | -------- |
| Украинский | 23 641            | 88,43 %  |
| Русский    | 3 006             | 11,24 %  |
| Другие     | 88                | 0,33 %   |
| Итого      | 26 735            | 100,00 % |

Украинский язык является основным и единственным официальным языком города.
По данным Государственной службы статистики Украины в 2023/24 учебном году все 114 960 учащихся в учреждениях общего среднего образования в Черкасской области обучались в украиноязычных классах.

## Промышленность
- Каневская ГЭС, входит в состав «Укргидроэнерго»

## Символика

Герб Канева эпохи Речи Посполитой

### Герб
Гербом Канева со времён Речи Посполитой служило изображение воина с копьём или алебардой (видимо, в память о военном значении города). В описании герба, утверждённого Николаем I 26 декабря 1852 года, он толковался как «русский ратник XII века» и помещался на чёрном поле; самый герб был увенчан городской короной (элемент, перешедший в современный герб). Нынешний герб Канева утверждён горсоветом 7 декабря 1999 года. В лазурном поле на серебряном холме древнерусский ратник XII века в серебряных доспехах, красной накидке, сапогах и перчатках, с мечом в красных ножнах и красным щитом держит правой рукой боевую секиру с длинным черенком. Щит обрамлён декоративным картушем и увенчан серебряной городской короной с тремя башнями. Герб города спроектирован на основании прежних гербов XVIII—XIX веков, подчеркивая существование Канева уже в XII веке.

## Достопримечательности
- Шевченковский национальный заповедник (с музеем Шевченко).
- Каневский природный заповедник Киевского национального университета имени Тараса Шевченко
- Музей-библиотека А. П. Гайдара (ныне называется «Литературная Каневщина»).
- Каневский исторический музей.
- Музей народного декоративного искусства.
- Могила Тараса Григорьевича Шевченко (1939, скульптор М. Г. Манизер, архитектор Е. А. Левинсон).
- Могила Аркадия Петровича Гайдара.
- Георгиевский собор (памятник архитектуры XII века).
- Могила Александра Павловича Ленского (1847—1908) — актёр, театральный режиссёр, театральный педагог, выдающийся театральный деятель Российской империи.
- Бронепоезд № 56 войск НКВД (памятник, о подвиге экипажа бронепоезда снят фильм «Крепость на колёсах»)

## Галерея
|                      |                                  |                |                                       |                                               |
| Музей Т. Г. Шевченко | Парк Великой Отечественной войны | Днепр в Каневе | Музей народно-декоративного искусства | Памятник Шевченку перед греблей Каневской ГЕС |

## Известные люди
В городе родились:
- Кусенко, Ольга Яковлевна (1919—1997) — актриса театра и кино, народная артистка СССР (1967)
- Самойло (Самуил) Кошка (1530(?)—1602/20) — кошевой атаман, гетман Войска Запорожского (1574—1575, 1599—1602).

В Каневе похоронены:
- Иван Подкова (?—1578).
- Тарас Григорьевич Шевченко (1814—1861).
- Александр Павлович Ленский (1847—1908), перезахоронен из своего имения в селе Селище.
- Аркадий Петрович Гайдар (1904—1941).

Почётные граждане:
- Тронько, Пётр Тимофеевич — государственный и политический деятель, учёный-историк.
- Тараненко, Иван Григорьевич — педагог, профсоюзный и общественный деятель.

## Города-побратимы
- Фирзен (Германия)
- Сонома (Калифорния, США)
- Ламберсар (Франция)
- Члухув (Польша)